# Мишак степовий
Мишак степовий Sylvaemus witherbyi, або Apodemus witherbyi) — вид роду Sylvaemus (раніше — Apodemus). Вид названо на честь Генрі Форбса Вітербі (англ. Henry Forbes Witherby) — англійського орнітолога, експерта з англійських та іспанських птахів.

## Таксономія
Як новий для науки вид, мишак степовий описано одночасно у двох працях. Українські зоологи виявили новий вид при дослідженні мишаків з території біосферного заповідника «Асканія-Нова», і його описано під назвою «Apodemus (Sylvaemus) falzfeini" (Межжерин, Загороднюк, 1989) (назва на честь засновника заповідника Фрідріха Фальц-Фейна). Одночасно вид описано італійськими зоологами за матеріалами з Ізраїлю і названо «Apodemus hermonensis» (Filippucci et al., 1989). Надалі подібні описи нових форм з'явилися щодо Кавказу (форма fulvipectus) та Копетдагу (форма chorassanicus).
У подальшому було проведено ревізію всіх подібних описів і показано, що все це один вид. Для нього як одну з найімовірніших найдавніших назв було запропоновано назву Sylvaemus arianus (Blanford, 1881), проте надалі було показано, що найдавнішою валідною назвою має бути «Apodemus witherbyi (Thomas, 1902)». Отже, упродовж двох десятиліть вид було не тільки виокремлено зі складу «лісових мишей», але й кілька разів перейменовано. Українська назва упродовж цих рекласифікацій залишилася без змін.

## Середовище проживання
Країни проживання: Вірменія, Азербайджан, Грузія, Іран, Ізраїль, Йорданія, Ліван, Пакистан, Російська Федерація, Сирія, Туреччина, Туркменістан, Україна. Проживає на рівнинах, на гірських плато, у степах і високогірних напівпустелях. Трапляється принаймні до 2100 м.

## Загрози та охорона
Ніяких серйозних загроз для цього виду нема. Вид проживає на охоронних територіях, зокрема східноєвропейську форму S. w. falzfeini описано з території біосферного заповідника «Асканія-Нова». Вид також відомий в Чорноморському біосферному заповіднику та низці заповідних об'єктів Криму.